# Liriomyza cepae
Liriomyza cepae är en tvåvingeart som beskrevs av Erich Martin Hering 1927. Liriomyza cepae ingår i släktet Liriomyza och familjen minerarflugor. Inga underarter finns listade i Catalogue of Life.